# 傻小李元霸
傻小李元霸，是一部中国电视剧。根据清代小说《说唐》，讲述隋唐第一好汉李元霸的传奇故事，张绍林导演。

## 演员
- 李解--饰李元霸
- 宁静--饰萧美娘
- 许还幻--饰公主
- 史林--饰宇文成都
- 王志飞--饰隋炀帝
- 姚鲁--饰李渊
- 翟乃社--饰宇文化及
- 于洋--饰李世民
- 岳跃--饰罗素梅
- 柏寒--饰白管家

## 外部連結
- 本劇新浪網站 （页面存档备份，存于）